# Agyness Deyn

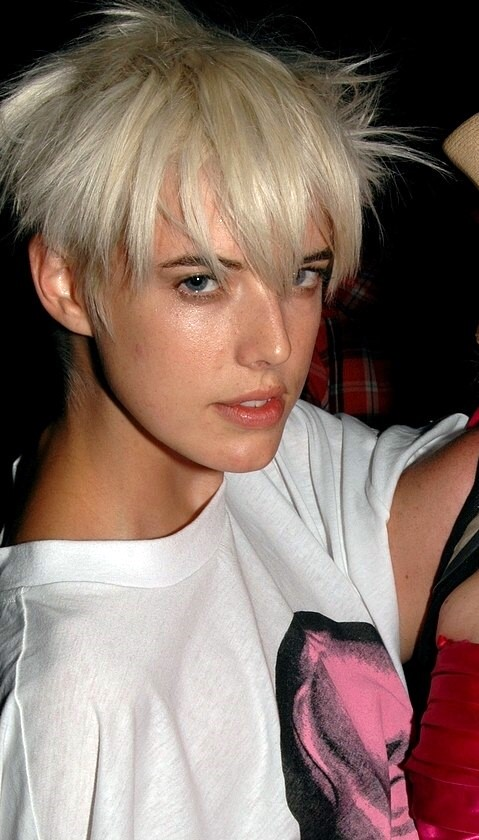
Agyness Deyn (2007)

Agyness Deyn [ˈægnɪs diːn] (* 16. Februar 1983 in Littleborough, Greater Manchester als Laura Michelle Hollins) ist ein britisches Topmodel sowie eine Schauspielerin und Sängerin.

## Biografie

### Anfänge
Deyn gelang der Einstieg in die Modelbranche, nachdem sie von ihrer Großmutter zu einem Modelcontest angemeldet worden war.
Eine Modelagentur riet ihr, ihren Namen zu ändern, und so entschied sie sich für den Vornamen „Agyness“. Zuerst wollte sie sich nach ihrer Großmutter „Agnes“ nennen, ihre esoterisch interessierte Mutter rechnete dann aber aus, dass die Schreibweise „Agyness“ besser zu ihrem Karma passen würde. Ihr Nachname „Deyn“ kommt von „Dean“, einem alten Namen ihrer Familie, dessen Schreibweise ihre Mutter ebenfalls für sie ausrechnete.

### Modelkarriere

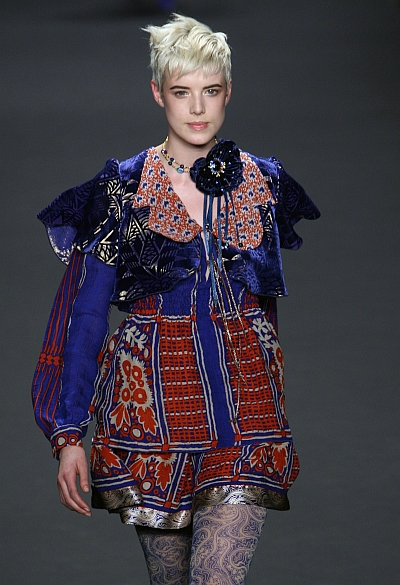
Deyn (2008)

Deyn ist gemeinhin als „Rock’n'Roll-Model“ mit ihrem strohblonden Pixie-Schnitt und ihrem knabenhaften Stil bekannt. Auf dem Mai-Cover der US-Cosmopolitan wurde sie gar als „das“ neue Supermodel gefeiert. Sie erschien u. a. auf dem Cover der italienischen, der französischen und der britischen Vogue sowie auf der Titelseite der japanischen „Dazed & Confused“. Außerdem warb sie für Jean-Paul Gaultiers Duft „Ma Dame“ und „The Beat“ von Burberry und modelte für Blumarine, Hugo Boss und Giorgio Armani. Sie ist die Muse und das Lieblingsmodel des britischen Designers Henry Holland.

### Sonstige Tätigkeiten
Neben dem Modeln spielt Deyn auch in der Band Lucky Knitwear. Außerdem war sie sowohl als Sängerin als auch als Schauspielerin im Musikvideo zum Song Who der Band Five O’Clock Heroes beteiligt. Diese Zusammenarbeit inspirierte sie zur Gründung ihrer eigenen Band Gene Jacket, die bereits an einigen Songs arbeitet.
Des Weiteren spielte Deyn in dem Kurzfilm The Right Side of My Exultant Brain an der Seite von Dustin Hoffmans Sohn Jake Hoffman. Alanna Masterson, welche am Drehbuch zu The Right Side of My Exultant Brain mitwirkte, ist ebenfalls in Deyns Band Gene Jacket vertreten.
2009 stellte Deyn ihr schauspielerisches Talent in zwei Werbespots für Vöslauer Mineralwasser unter Beweis und wurde damit auch einem breiten Publikum in Österreich bekannt. 2010 war sie als die griechische Liebesgöttin Aphrodite in der Neuverfilmung von Kampf der Titanen zu sehen. 2018 mimte sie eine Hauptrolle in der britisch-US-amerikanischen Fernsehserie Hard Sun von BBC One und Hulu.

### Privatleben
Seit dem 16. Juni 2012 war Deyn mit dem US-amerikanischen Schauspielkollegen Giovanni Ribisi verheiratet. Die Trauung fand in Los Angeles, Kalifornien statt. 2015 gaben beide ihre Trennung bekannt. Am 28. August 2016 heiratete sie den Fondsmanager Joel McAndrew im New Yorker Stadtbezirk Brooklyn.

## Auszeichnungen
2007 erhielt Deyn bei den British Fashion Awards die Auszeichnung „Model of the Year“.

## Filmografie (Auswahl)
- 2010: Kampf der Titanen (Clash of the Titans)
- 2012: Here – Kurzfilm; Regie: Luca Guadagnino
- 2012: Pusher
- 2014: Electricity –  Regie: Bryn Higgins
- 2015: Sunset Song  –  Regie: Terence Davies
- 2016: The White King  –  Regie:  Alex Helfrecht und Jörg Tittel
- 2018: Titan – Evolve or Die (The Titan)
- 2018: Hard Sun (Fernsehserie)
- 2018: Patient Zero